# Sepietta oweniana
Sepietta oweniana é uma espécie de molusco pertencente à família Sepiolidae.
A autoridade científica da espécie é d'Orbigny, tendo sido descrita no ano de 1841.
Trata-se de uma espécie presente no território português, incluindo a zona económica exclusiva.